# کنت کنراد
کنت کنراد (به انگلیسی: Kent Conrad) سناتور سابق عضو حزب دموکرات ایالات متحده آمریکا بود. وی در سال ۱۹۸۷ تا ۱۹۹۲ و ۱۹۹۲ تا ۲۰۱۳ میلادی سناتور ایالت داکوتای شمالی در سنای ایالات متحده آمریکا بود.